# Luis Gómez Carreño
Luis Esteban Gómez Carreño (Isla Guar, Chile, 26 de enero de 1865 — Viña del Mar, Chile, 6 de enero de 1930) fue Comandante en Jefe de la Escuadra, Director de la Escuela Naval y Ministro de Guerra y Marina chileno, destacado por haber sido Jefe de Plaza de Valparaíso durante la emergencia derivada del terremoto de 1906.

## Biografía
Nació en la isla Guar, ubicada en el seno de Reloncaví, en la Región de Los Lagos. Hijo de Luciano Gómez Pérez, y de doña Carmen Carreño Solís de Ovando.
Ingresó a la Armada de Chile a los 15 años, siendo asignado al Monitor Huáscar. Al joven Aspirante le toca participar en varias acciones en las costas peruanas. En septiembre de 1881, es llamado a Valparaíso con el objeto de ingresar a la Escuela Naval y así pueda completar sus estudios profesionales, desde donde egresa con el grado de Guardiamarina de 2ª Clase en agosto del año 1883
Iniciada la Guerra Civil de 1891, con el grado de Teniente 1º, el oficial Gómez Carreño se une a las fuerzas revolucionarias congresistas y como oficial en el monitor "Huáscar" participa en el combate de la Aduana de Iquique que dio como resultado la rendición de las tropas del ejército fiel al presidente Balmaceda.

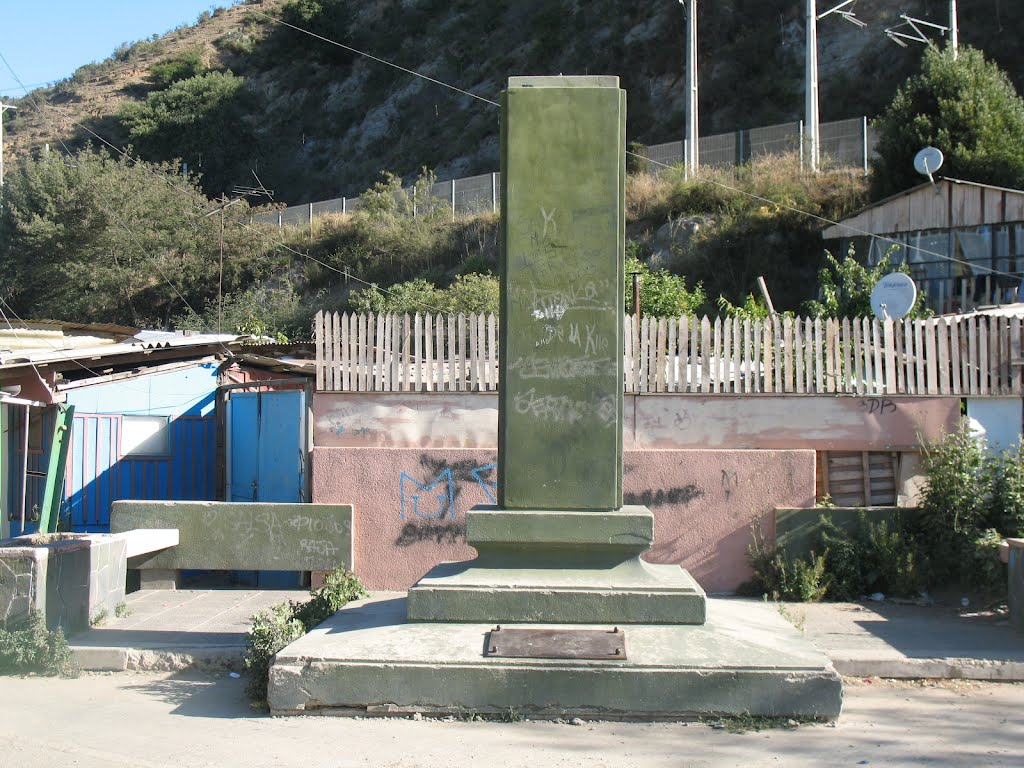
Monolito recordatorio del Almirante Luis Gómez Carreño, ubicado en el lugar del accidente mortal sufrido en su automóvil el 1 de enero de 1930, en el antiguo camino El Olivar (actual calle Limache), que unía las ciudades de Viña del Mar y Quilpué, en la Región de Valparaíso, Chile. Estado actual del monolito.

Una de sus labores más recordadas fue durante los aciagos días del terremoto de Valparaíso en el año 1906, donde el Comandante Gómez asumió la Jefatura Militar de la Plaza, declarada en estado de sitio y que en cumplimiento de las órdenes y disposiciones del Intendente de la Provincia de Valparaíso, se entregó de lleno a contener el pánico de los habitantes, organizar la atención de heridos, protección de la propiedad, el racionamiento de agua potable y provisión de alimentos y enseres básicos para los damnificados; todo ello con el apoyo de marinería de desembarco, las fuerzas militares de la plaza y los voluntarios del Cuerpo de Bomberos de Valparaíso. En esta labor, restableció el orden y la tranquilidad mediante un enérgico combate contra el pillaje; fue así que encabezó el fusilamiento público -y posterior exhibición de los cadáveres- de al menos 15 personas.
Tras el Golpe de Estado de 1924, fue nombrado por la Junta Militar como Ministro de Guerra y Marina, y después como Ministro de Marina, ejerciendo el cargo hasta el Golpe de Estado de 1925 que derrocó a la Junta. Ese año, se acogió a retiro tras cuarenta y cinco años de servicio naval.
El 1 de enero de 1930, el Almirante Gómez es víctima de un fatal accidente automovilístico en el antiguo camino que unía las ciudades de Viña del Mar y Quilpué, actual calle Limache, a la altura del puente "El Olivar", lugar donde actualmente se halla emplazado un monolito recordatorio. A consecuencia de este trágico suceso, deja de existir cinco días después.
Sus restos descansan en el Cementerio N.º 2 de Valparaíso, en el cerro Panteón y su epitafio dice "fondeado sin novedad".[cita requerida]
La Quinta Compañía del Cuerpo de Bomberos de Viña del Mar, lleva el nombre de "Almirante Luis Gómez Carreño". Un barrio de la misma ciudad lleva el nombre de Gómez Carreño.